# Lübsche Straße 66 (Wismar)
Das Wohnhaus Lübsche Straße 66 in der Wismarer Altstadt, Lübsche Straße, ist ein barockes Giebelhaus von 1703.
Das Gebäude steht unter Denkmalschutz.

## Geschichte

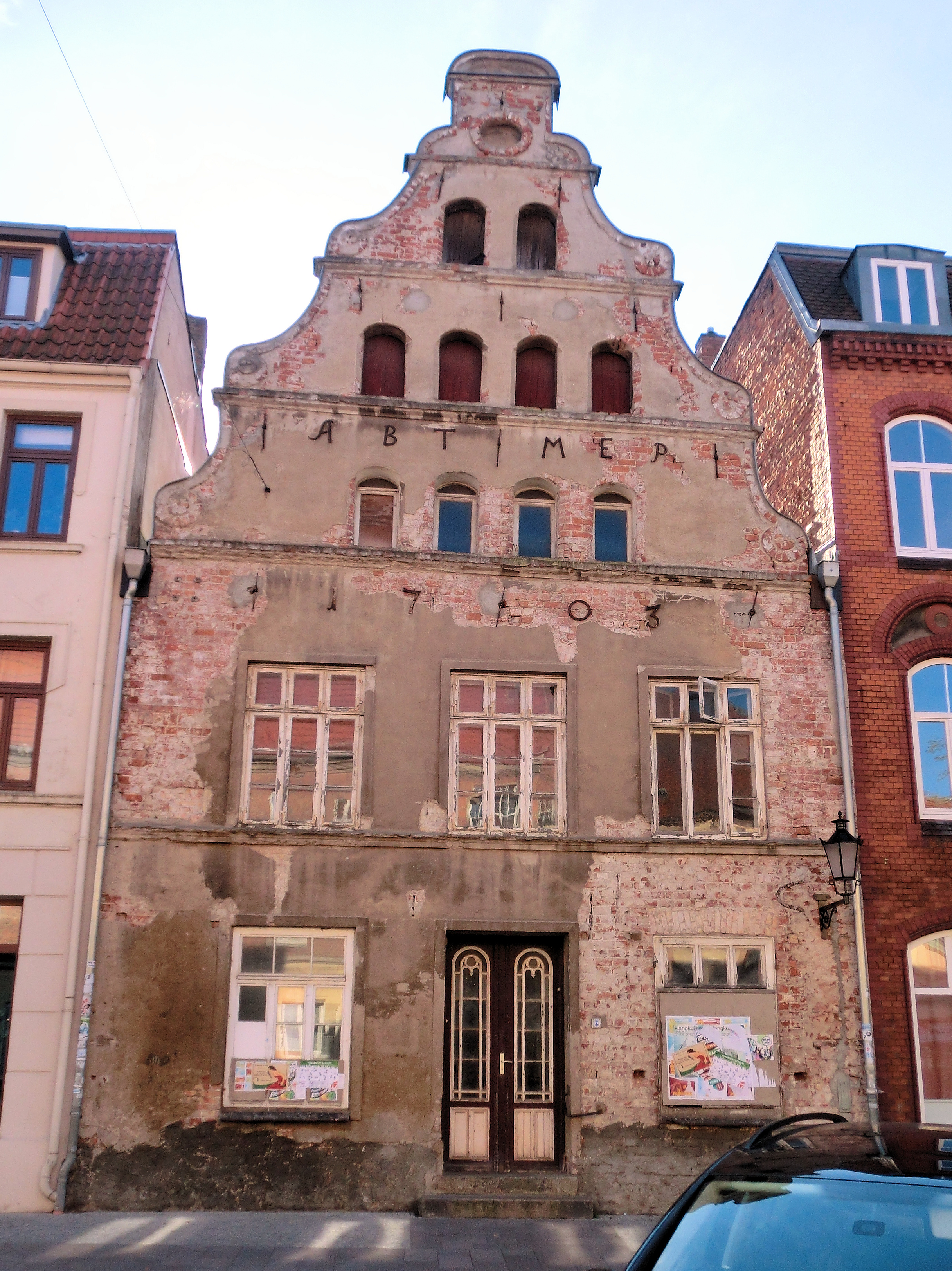
2012, vor der Sanierung

Das zweigeschossige, barocke Giebelhaus von 1703 mit einem viergeschossigen Volutengiebel mit rundem Abschluss und der zweigeschossigen Kemlade wurde beim ehemaligen Lübschen Tor gebaut. Die erste Bebauung stammt aus dem 14. Jahrhundert (um 1373, Brandwände mit Segmentbögen). 1680 fand das Haus im Alten Stadtbuch die erste Erwähnung.
1699 explodierte in der Nähe ein Pulverturm, das Vorderhaus wurde im oberen Teil zerstört, während die Kemlade erhalten blieb. Gemäß einer Inschrift aus Mauerankern wurde das Bürgerhaus bis 1703 wieder aufgebaut, wobei einige alte Reste wiederverwendet wurden. Der heutige Straßengiebel aus Stein und eine rückwärtige Fachwerkfassade entstanden. Die Struktur eines Dielenhauses blieb erhalten.
Vermutlich um 1781 erfolgte der Umbau in ein Wohnhaus. Im 19. Jahrhundert wurde das Dach des Kemladens erneuert. Um 1860 wurde der Keller des Vorderhauses zugeschüttet und eine neue Geschossdecke trug nun die Fachwerkwände der Wohnungen.
Innere Setzungen und mangelnde Bauunterhaltung führten zu schweren Schäden am Hauptgebäude wie an der Kemlade. Um 2000 wurde das Haus mit Mitteln der Städtebauförderung nach Plänen von Ziegert, Rosweg und Seiler (Berlin) umfänglich gesichert. Ab 2010 bis um 2015 fand dann schließlich die geförderte Sanierung statt. Das Haus hat nun vier Wohnungen.